# Alfredshem

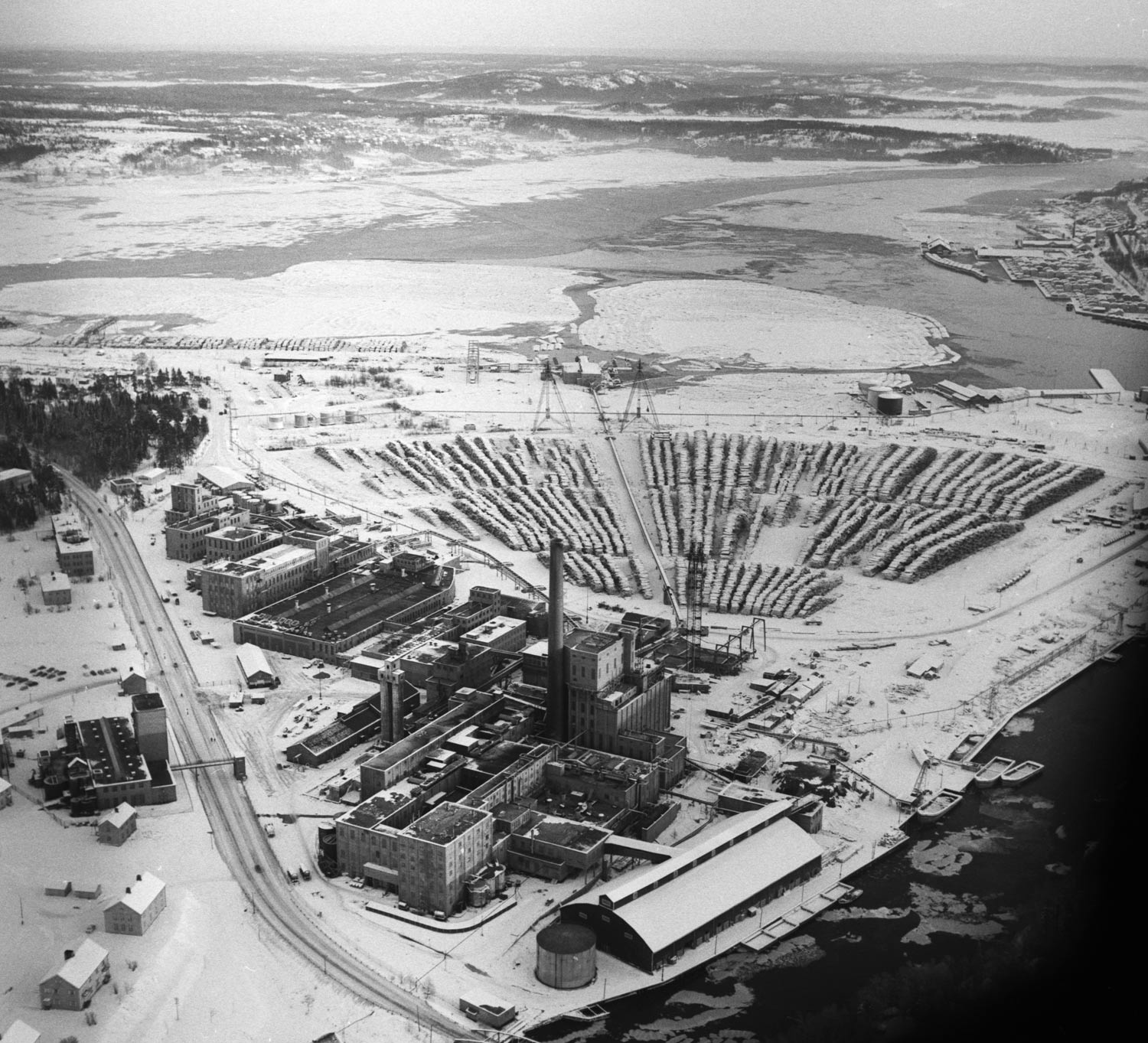
Sulfitfabriken i Alfredshem omkring 1957.

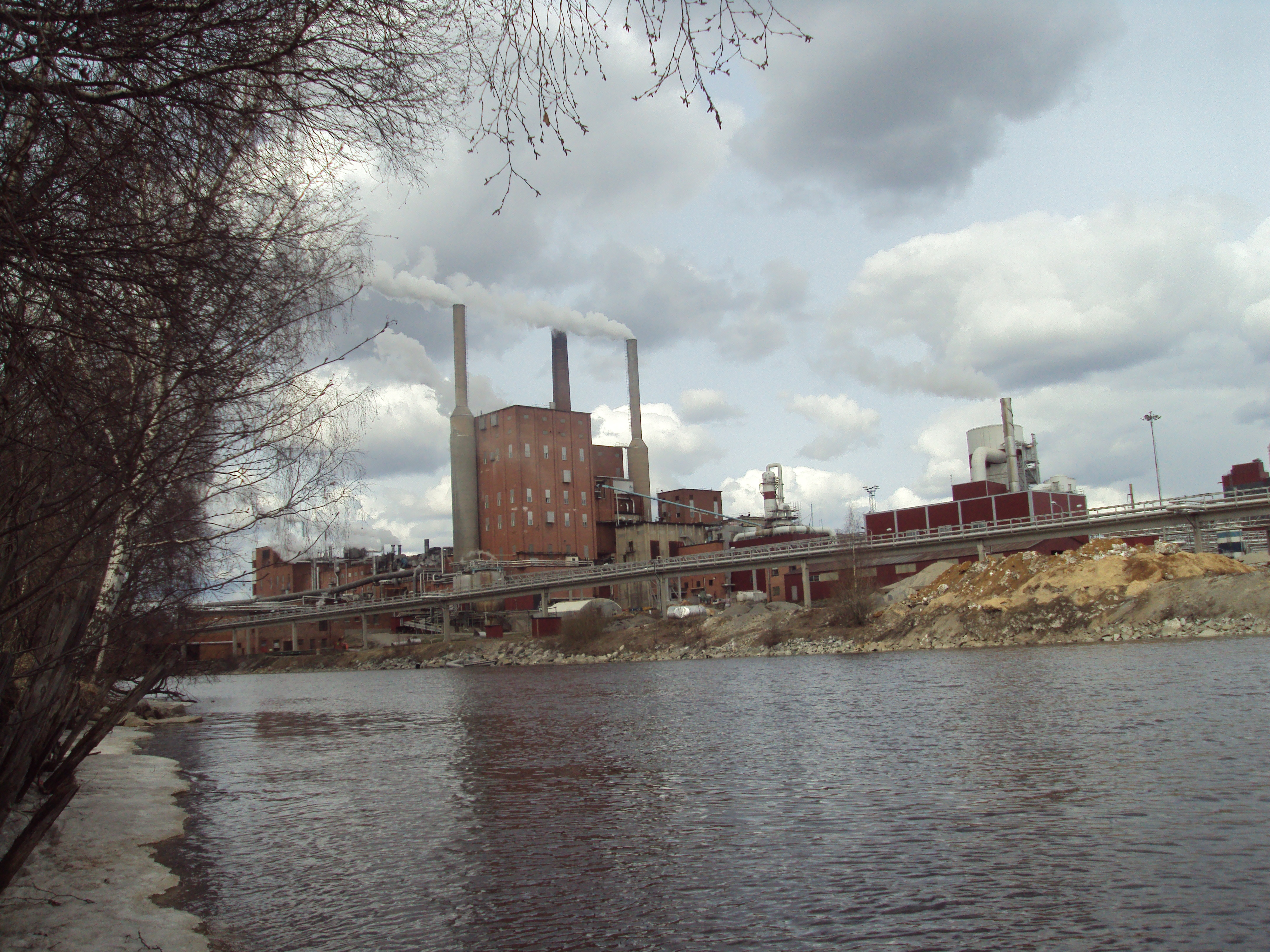
Sulfitfabriken i Alfredshem med Moälvens nedersta del i förgrunden.

Alfredshem är det industriområde inom Örnsköldsviks tätort där Domsjö Fabriker ligger. Området förvärvades i slutet av 1800-talet av Carl Alfred Fahlgren för anläggandet av en ångsåg och uppkallades efter hans son Alfred. Det övertogs senare av Mo och Domsjö AB som anlade sulfitfabriken. 

## Alfredshems ångsåg
Handelsmannen Carl Alfred Fahlgren, som inflyttat från Gävle, köpte 1861 ett hemman i Hörnetts by. Sedan laga skifte förrättats 1864 flyttade Fahlgren hemmanets byggnader till en plats inom det nuvarande fabriksområdet vid Moälvens utlopp. År 1872 började han där bygga en ångsåg som först hade två sågramar men som på 1880-talet byggdes ut till sex. Produktionen översteg vissa år 4 000 standards. Under 1880- och 1890-talen förvärvade Fahlgren ytterligare två hemman inom Hörnetts by.
Den 29 juni 1891 brann såghuset, brädgården och kolhuset ned, men herrgården och arbetarbostäderna kunde räddas. Anläggningen byggdes upp igen men brann återigen ned den 16 juni 1895. Ångsågen byggdes därefter inte upp igen, utan Carl Alfred Fahlgren flyttade till Stockholm och sålde både hemmanen i Hörnett och sina skogsfastigheter till Henrik Holmberg i Härnösand.

## Domsjö sulfitfabrik
År 1899 köpte Mo och Domsjö AB Fahlgrens tre hemman i Hörnetts by. Året därpå förvärvade bolaget ytterligare ett hemman i byn av Mellansels Ångsågsbolag. De fyra hemmanena överfördes 1902 till det nybildade bolaget Sulfit AB Mo och Domsjö. Anläggandet av en sulfitfabrik påbörjades omedelbart, och i slutet av 1903 kunde fabriken tas i drift.
Frans Kempe hade ursprungligen planerat att anlägga sin sulfitfabrik i anslutning till bolagets sågverk i Domsjö för att kunna utnyttja avfallet därifrån. Så blev det inte, men fabriken kallades ändå för Domsjö sulfitfabrik. Frans Kempe hade en negativ inställning till Carl Alfred Fahlgren, som ansågs ha stulit virke från Domsjö sågverk, och ville därför inte använda sig av namnet Alfredshem.

## Postorten Alfredshem
År 1929 blev Alfredshem postadress för bland annat det villaområde som växte fram i Hörnett för sulfitfabrikens arbetare. Bolaget motsatte sig detta, men förgäves. I stället valde bolaget att få sin post till tätorten där postadressen var Örnsköldsvik. Många av samhällets föreningar tog dock till sig namnet, däribland Alfredshems IK, föregångaren till Modo Hockey. Idag är postadressen Domsjö och Alfredshem betecknar därmed formellt sett ingenting annat än industriområdet.